# Limity
Limity (deutsch Lemitten) war ein Ort in der polnischen Woiwodschaft Ermland-Masuren. Seine Ortsstelle befindet sich im Bereich der Stadt-und-Land-Gemeinde Orneta (Wormditt) im Powiat Lidzbarski (Kreis Heilsberg).

## Geographische Lage
Die Ortsstelle von Limity liegt im Nordwesten der Woiwodschaft Ermland-Masuren, 32 Kilometer westlich der Kreisstadt Lidzbark Warmiński (Heilsberg).

## Geschichte
Der seinerzeit Lomitten genannte Gutsort hieß erst nach 1871 Lemitten. Im Jahre 1874 wurde der Gutsbezirk Lemitten in den neu errichteten Amtsbezirk Elditten (polnisch Ełdyty Wielkie) im ostpreußischen Kreis Heilsberg eingegliedert. 78 Einwohner zählte das kleine Dorf im Jahre 1910.
Am 30. September 1928 verlor der Gutsbezirk Lemitten seine Selbständigkeit und wurde in die benachbarte Landgemeinde Albrechtsdorf (polnisch Wojciechowo) eingegliedert.
Mit der Abtretung des gesamten südlichen Ostpreußen in Kriegsfolge an Polen erhielt Lemitten 1945 die polnische Namensform „Limity“. Heute existiert der Ort offiziell nicht mehr und gilt als untergegangen. Seine kaum noch wahrnehmbare Ortsstelle liegt in der Gmina Orneta (Stadt-und-Land-Gemeinde Wormditt) im Powiat Lidzbarski (Kreis Heilsberg) innerhalb der Woiwodschaft Ermland-Masuren. 

## Religion
Vor 1945 gehörte Lemitten zur römisch-katholischen Pfarrei Kalkstein (polnisch Wapnik) im damaligen Bistum Ermland. Außerdem war das Dorf in die evangelische Kirche Wormditt (polnisch Orneta) in der Kirchenprovinz Ostpreußen der Kirche der Altpreußischen Union eingegliedert.

## Verkehr
Die Ortsstelle von Limity resp. Lemitten nordseitlich der Passarge (polnisch Pasłęka) und ist von Wojciechowo (Albrechtsdorf) aus über Landwege zu erreichen.